# Pimen (metropolita di Kiev)
Pimen, russo: Пимен (1304 circa – 11 settembre 1389), è stato metropolita di Mosca e di tutta la Rus' dal 1382 al 1384.
Archimandrita, fece parte del seguito di Michele, religioso russo che Dmitrij Donskoj aveva destinato a succedere ad Alessio I. Inviato a Costantinopoli nel 1381 per sostenere la candidatura del favorito del Gran Duca, ne prese il posto quando questi morì durante il viaggio. Tornato a Mosca con questa carica, nel 1384 venne deposto per ordine dello stesso Dimitri e sostituito con Dionisio I. Lo scontro tra le due fazioni che cercavano di arrogarsi il ruolo di Metropolita e che contavano da una parte Michele e Pimen mentre dall'altra Dionisio, era dovuta ad una diversa concezione del rapporto che doveva intercorrere tra la Chiesa ortodossa russa e Costantinopoli. Mentre i primi difatti propugnavano una sostanziale indipendenza dell'apparato ecclesiastico di Mosca, i secondi erano restii a tali riforme e preferivano rimanere sotto la guida politico-ecclesiastica del clero bizantino.
Durante il periodo in cui il soglio rimase vacante (1385 - 1390), Pimen tornò a Costantinopoli, nel 1388, al fine di essere nominato nuovamente Metropolita, senza tuttavia riuscire nel proprio intento.